# لورانس ك. جونز
لورانس ك. جونز (بالإنجليزية: Lawrence C. Jones)‏ هو محامي وسياسي أمريكي، ولد في 10 أغسطس 1893 في روتلاند في الولايات المتحدة، وتوفي بنفس المكان في 9 يوليو 1972. حزبياً، نشط في الحزب الجمهوري.